# Abryna grisescens
Abryna grisescens es una especie de escarabajo longicornio del género Abryna, subfamilia Lamiinae. Fue descrita científicamente por Breuning en 1938.
Se distribuye por Filipinas. Mide 18 milímetros de longitud.